# Cuspidaria floribunda
Cuspidaria floribunda là một loài thực vật có hoa trong họ Chùm ớt. Loài này được (DC.) A.H.Gentry mô tả khoa học đầu tiên năm 1973.